# Глобус-1
Гло́бус-1 или „Ивановска Хирошима" — проект от мирни подземни ядрени взривове, осъществени на територията на СССР от 1965 до 1988 година. Обектът „Глобус-1" е един от четирите пункта на геофизическия профил Москва-Воркута. Проведен е на ядрен полигон на 19 септември 1971 година на брега на река Шача, на 4 км от село Галкино в Кинешемски район на Ивановска област. По време на взрива с мощност 2,3 килотона поради некачествено циментиране на ствола на сондажа се случва авариен изхвърляне на радиоактивни вещества на повърхността. На местността присъства огнищно радиоактивно замърсяване. Към момента обектът е затворен, радиационният фон е в норма.
Проектът е бил единственият в Централна Русия и най-близкият до Москва ядрен взрив. Разстоянието по права линия от Червения площад до мястото на изпитанието е равно на 363 км. Село Галкино е било най-населеното в областта — 300 души. Време на съществуване — от средата на XVII век. Сега това село липсва на картите на субекта. От селото са останали 2 къщички.

## Предистория
От 1960-те години СССР започва активно да развива програма за мирни ядрени взривове в интерес на народното стопанство. Общо от август 1949-та до 1989 година са произведени 124 взрива на територията на бившия Съветски съюз, с които са преследвани най-разнообразни цели — от изследване на земната кора до активиране на добив на нефт и газ. С цел дълбочинно сондиране на земната кора по поръчка на министерството на геологията е решено да се проведе подземен ядрен взрив през септември 1971 година. Десетки датчици е трябвало да фиксират движението на сеизмични вълни в геоложките пластове по целия СССР.

## Хронология на събитията
За провеждането на взрива, поради голямото потребление на вода за сондиране на сондажите, е избрана площадка, която се намирала на брега на река Шача (приток на Нодога), на четири километра от село Галкино. Група геолози в количество 26 души пристига за подготовка и провеждане на експеримента, започнал на 28 август 1971 година. Геолозите провеждат разузнаване на нефтен шелф. Пробити са две сондажни дупки, дълбочината на които съставлява 610 метра. На дъното на една от тях е заложен ядрен заряд с мощност 2,3 кт (приблизително 9 пъти по-слаб от мощността на бомбата, хвърлена върху Хирошима). На дъното на другата шахта са спуснати множество различни прибори. В навечерието на взрива служители на милицията предупреждават местните жители, че ще има малко земетресение, а също така дават съвет да залепят прозорците на кръст с хартия, да излязат от дома, да изведат добитъка, ако такъв имат. На 19 септември 1971 година в 16:15 е произведен взрив. Геолозите неправилно бетонират 6-килограмовия ядрен заряд в щолнята. При детонацията се избива запушалката на детонатора. Зарядът не сработва напълно.
Взривът е съпроводен от авариен изход на повърхността на радиоактивни глина, пясък, вода и газове от задтръбното пространство на технологичния сондаж, довел до радиоактивно замърсяване на прилежащата територия извън пределите на технологичната площадка на сондажа. Радиоактивната вода се разлива по повърхността на приустиевата част на технологичната площадка на сондажа, прилежащата към нея територия и частично се стича в река Шача, вливаща се в река Надога — приток на река Волга. Газообразните и летливи радионуклиди се разпространяват по долината на река Шача на разстояние до 1,5 км. Максималната мощност на дозата на излъчване достига 210 Р/час.
По резултатите от мониторинга на радиационната обстановка на обекта, изпълняван до 2012 година включително, е установено, че в резултат на аварийното изхвърляне с техногенни радионуклиди е била замърсена територията около технологичния сондаж ГБ-1 в радиус до 10 м и територия с площ около 15000 м2 в направление на юг и югоизток от сондажа ГБ-1 в посока към руслото на река Шача. В процеса на пробиване на изследователските сондажи се случва локално замърсяване на територията в местата на разположение на басейните за сондажна течност и улеите от устията на сондажите до басейните (следа с дължина 60 м и ширина до 3 м) в юго-югоизточно направление.

## Последствия и текуща ситуация
Съществувал е риск от изменение на руслото на река Шача със затопляне на сондажа, което би могло да доведе до радиоактивно замърсяване на Волга. През 2004 година е построен обходен канал.
„Мръсната" зона — площадка 100 × 150 м. Източници на излъчване — малки участъци грунт, петна, където максималната удельна активност на почвата достига 100 хиляди бекерела на килограм, което е десетки хиляди пъти над нормата.
През 1971 година, когато завършват работите, величината на дозата до сондажа съставлява 150 микрорентгена в час (максимален праг на „фоновата" стойност — 50 микрорентгена в час). През 1997 година при замервания в някои точки на площадката фиксират гама-излъчване с мощност 1,5 хиляди микрорентгена в час, през 1999 година — 3,5 хиляди, през 2000 година — 8 хиляди микрорентгена в час.
През септември — октомври 2014 година Росатом провежда работи по изолация на сондажите и дезактивация на местността. Радиоактивният грунт от „басейните" е извозен в специализиран комбинат за утилизация на радиоактивни отпадъци. През август 2015 г. работите по рекултивация на заразените грунтове са завършени.

## Връзки
- Василий Гулин „Ядерна деревня"
- Сергей Андреев „СССР нанася ядрен удар по своите"
- Шача